# Убийство Чхве Токкына
Чхве Токкы́н (кор. 최덕근?, 崔德根?; род. 1951 или 1952 — 1 октября 1996, Владивосток) — южнокорейский консульский чиновник на Дальнем Востоке России, отравленный в октябре 1996 года.

## Убийство
Дипломат был убит в подъезде дома, когда поднимался в свою квартиру на седьмом этаже. Его тело было найдено на лестнице. Незадолго до убийства соседка видела в подъезде двух мужчин «азиатской внешности».
Несмотря на то, что официально причиной смерти было записано убийство тяжёлым предметом, у Чхве Токкына на теле оказалось два отверстия диаметром с карандаш, что может свидетельствовать о произведенной инъекции неизвестным веществом. При обнаружении тела в карманах одежды оказалось 1200 долларов США наличными деньгами. Вскоре выяснилось, что в крови Чхве Токкына находился яд такого же типа, как тот, что находился на борту северокорейской подводной лодки, которая проникла в южнокорейские воды месяцем ранее; Северная Корея угрожала принять меры в ответ на убийства её спецагентов южнокорейской армией.
Северная Корея отрицала своё вмешательство и обвиняла Юг в фабрикации доказательств с целью очернения Севера. В некоторых новостных репортажах высказывалось предположение, что северокорейцы наняли русского киллера для выполнения задания.

## Последствия
По непроверенным данным, после смерти Чхве Токкына южнокорейское министерство иностранных дел и торговли рекомендовало своим работникам воздержаться от контакта или помощи северокорейцам, даже беженцам, опасаясь за их жизни. Некоторые аналитики полагают, что правительство Северной Кореи намеренно не сообщало об аресте американского гражданина Эвана Ханцикера, произведённом 24 августа, чтобы отвлечь позже этим внимание от смерти Чхве Токкына.